# Un certain regard
Un certain regard is een sectie op het Filmfestival van Cannes die plaatsvindt in de Salle Debussy. Deze sectie werd in 1978 geïntroduceerd door Gilles Jacob. De naam betekent "een bepaald perspectief" en de sectie presenteert 20 films met ongebruikelijke stijlen en niet-traditionele verhalen die internationale erkenning nastreven.

## PrixUn certain regard
In 1998 werd de Prix Un certain regard geïntroduceerd. Het doel van deze prijs is jong talent te belonen en vernieuwende en gedurfde werken aan te moedigen, door een van de films een subsidie te geven die bijdraagt aan de distributie van de film in Frankrijk. Sinds 2005 wordt een geldbedrag van €30.000 uitgereikt, gefinancierd door Groupama GAN Foundation.
| Jaar                | Film                                       | Regisseur                   | Land                                      |
| ------------------- | ------------------------------------------ | --------------------------- | ----------------------------------------- |
| 1998 (51ste editie) | Tueur à gages                              | Darezhan Omirbayev          | Kazachstan                                |
| 1999 (52ste editie) | Beautiful People                           | Jasmin Dizdar               | Verenigd Koninkrijk Bosnië en Herzegovina |
| 2000 (53ste editie) | Things You Can Tell Just by Looking at Her | Rodrigo García              | Colombia                                  |
| 2001 (54ste editie) | Amour d'enfance                            | Yves Caumon                 | Frankrijk                                 |
| 2002 (55ste editie) | Sud sanaeha                                | Apichatpong Weerasethakul   | Thailand                                  |
| 2003 (56ste editie) | La meglio gioventù                         | Marco Tullio Giordana       | Italië                                    |
| 2004 (57ste editie) | Moolaadé                                   | Ousmane Sembène             | Senegal                                   |
| 2005 (58ste editie) | Moartea domnului Lãzãrescu                 | Cristi Puiu                 | Roemenië                                  |
| 2006 (59ste editie) | Jiang cheng xia ri                         | Chao Wang                   | China                                     |
| 2007 (60ste editie) | California Dreamin'                        | Cristian Nemescu            | Roemenië                                  |
| 2008 (61ste editie) | Tulpan                                     | Sergei Dvortsevoy           | Kazachstan                                |
| 2009 (62ste editie) | Kynodontas                                 | Giorgos Lanthimos           | Griekenland                               |
| 2010 (63ste editie) | Hahaha                                     | Hong Sang-soo               | Zuid-Korea                                |
| 2011 (64ste editie) | Arirang                                    | Kim Ki-duk                  | Zuid-Korea                                |
| 2011 (64ste editie) | Halt auf freier Strecke                    | Andreas Dresen              | Duitsland                                 |
| 2012 (65ste editie) | Después de Lucía                           | Michel Franco               | Mexico                                    |
| 2013 (66ste editie) | L'image manquante                          | Rithy Panh                  | Cambodja                                  |
| 2014 (67ste editie) | Fehér isten                                | Kornél Mundruczó            | Hongarije                                 |
| 2015 (68ste editie) | Hrútar                                     | Grímur Hákonarson           | IJsland                                   |
| 2016 (69ste editie) | Hymyilevä mies                             | Juho Kuosmanen              | Finland Duitsland Zweden                  |
| 2017 (70ste editie) | Lerd                                       | Mohammad Rasoulof           | Iran                                      |
| 2018 (71ste editie) | Gräns                                      | Ali Abbasi                  | Zweden                                    |
| 2019 (72ste editie) | A Vida Invisível                           | Karim Aïnouz                | Brazilië                                  |
| 2021 (74ste editie) | Razzhimaja kulaki (Разжимая кулаки)        | Kira Kovalenko              | Rusland                                   |
| 2022 (75ste editie) | Les Pires                                  | Lise Akoka en Romane Guéret | Frankrijk                                 |